# Eupithecia lupa
Eupithecia lupa es una especie de polilla de la familia Geometridae. La especie fue descrita por primera vez por Mironov y Galsworthy, habiendo sido descrita en 2007, con distribución en la isla de Taiwán.
El holotipo de esta especie ha sido descrita en la provincia de Nantou, a una altitud de 1950 metros (6397,6 pies) sobre el nivel del mar.

## Descripción
Es una polilla de color marrón grisáceo moteado con escamas grises en sus alas. En el área basal del ala anterior se van manchas marrón oscuro, incluyendo el extremo costal. Cuenta con un punto discal elongado y negro. Cuenta con una envergadura de unos 18 milímetros (0,7 plg).